# Josie Green
Josephine Green (* 1. Februar 2000 in Hemel Hempstead) ist eine walisische Fußballspielerin.

## Karriere

### Vereine
Green spielte zunächst für den in St Albans ansässigen St Albans City FC Fußball. Im weiteren Verlauf gehörte sie bis ins Jahr 2010 der Jugendmannschaft des FC Watford an. Im Alter von 17 Jahren rückte sie in deren erste Mannschaft auf und bestritt bis zum Ende der Spielzeit 2016 43 Punktspiele. Ihre Premiere im Seniorinnenbereich beging sie in der noch unter dem Namen FA Women’s National League höchsten Spielklasse, anschließend bis zum Spielzeitende 2015 in der Women’s Super League 2, der zweithöchsten Spielklasse.
Im Februar 2016 begab sie sich in die Hauptstadt des Landes und spielte fortan für die Frauenfußballmannschaft von Tottenham Hotspur, beginnend in der nunmehr drittklassigen FA Women’s National League. Als Grund für diesen Wechsel nannte sie Jahre später, dass ihr beim vorherigen Verein zu jener Zeit die Freude am Fußballspielen abhandengekommen sei.
In der Saison 2017/18 war sie mit ihrem Verein in der Women’s Super League 2 vertreten, wie auch in der Saison 2018/19. Doch in dieser reichte der zweite Platz (hinter Manchester United) um in die FA Women’s Super League aufzusteigen. Von 2019 bis 2022 war sie mit ihrer Mannschaft in dieser vertreten, bevor sie einen Vereinswechsel anstrengte. In den zwei darauf folgenden Jahren spielte sie für die Frauenfußballmannschaft und Ligakonkurrenten Leicester City.
Seit August 2024 der Frauenfußballmannschaft von Crystal Palace angehörig, spielt sie nunmehr für den Liganeuling ebenfalls in der höchsten Spielklasse.

### Nationalmannschaft
Green gehörte zunächst den Nachwuchsnationalmannschaften des FAW der Altersklassen U17 und U19 an. Für die Erstgenannte bestritt sie im September 2009 drei Spiele der Gruppe 1 in der ersten Qualifikationsrunde für die angestrebte Teilnahme an der altersbezogenen Europameisterschaft 2010 im schweizerischen Nyon. Ihr Debüt am 12. September im bulgarischen Iwajlo endete 1:1 unentschieden gegen die U17-Nationalmannschaft Nordmazedoniens. Für die Zweitgenannte kam sie in jeweils drei Spielen der ersten und zweiten Qualifikationsrunde zum Einsatz. Bei ihrem Debüt am 11. September 2010 im Stebonheath Park in Llanelli erzielte sie beim 21:0-Sieg (!) über die U19-Nationalmannschaft Georgiens gleich drei Tore, im letzten, am 5. April 2011 im Richmond Park in Dublin beim 1:0-Sieg über die U19-Nationalmannschaft der Türkei, der Siegtreffer in der 62. Minute.
Ihr A-Länderspieldebüt gab sie am 21. August 2010 in Newtown mit dem 15:0-Sieg über die Nationalmannschaft Aserbaidschans im siebten Spiel der WM-Qualifikationsgruppe 8. Zu ihren Länderspielen zählen sechs weitere WM-Qualifikationsspiele (5 im Mai bis September 2014, 1 am 26. November 2021). Sie bestritt ferner elf EM-Qualifikationsspiele (6 in der Gruppe 8 – außer dem zweiten und sechsten Spiel –, eins am 9. April 2024 in der Gruppe B4 und jeweils zwei Ausschlussspiele der ersten und zweiten Runde). Zudem nahm sie mit ihrer Mannschaft am Turnier um den Pinatar-Cup 2023 teil und kam einzig am 21. Februar beim 1:1-Unentschieden gegen die Nationalmannschaft Schottlands im letzten von drei Spielen zum Einsatz, wie auch in den Wettbewerben der Nations-League (2., 4. und 6. Spiel Gruppe A3, 2023, alle sechs Spiele Gruppe A4, 2025)
Dem Kader für die Europameisterschaft 205 zugehörig, wurde sie in den ersten beiden Spielen der Gruppe D eingesetzt.

## Erfolge
Nationalmannschaft
- Erste Teilnahme an einer Europameisterschaft (2025)
- Zweiter Pinatar-Cup 2023

## Anmerkung / Einzelnachweise
1. ↑  Statistik ab 2018!
2. 1 2  Steckbrief auf faw.cymru
3. ↑  Greens U17-EM-Qualifikationsspiele auf soccerdonna.de
4. ↑  Greens U19-EM-Qualifikationsspiele auf soccerdonna.de
5. ↑  Greens WM-Qualifikationsspiele 2014 und WM-Qualifikationsspiel 2021 auf soccerdonna.de
6. ↑  Greens einziges Turnierspiel auf soccerdonna.de

| Personendaten    | Personendaten                  |
| ---------------- | ------------------------------ |
| NAME             | Green, Josie                   |
| ALTERNATIVNAMEN  | Green, Josephine (Geburtsname) |
| KURZBESCHREIBUNG | walisische Fußballspielerin    |
| GEBURTSDATUM     | 25. April 1993                 |
| GEBURTSORT       | Hemel Hempstead, England       |